# えび道楽
えび道楽（えびどうらく）とはかつて大阪市中央区道頓堀に存在した飲食店の名称。かに道楽グループの一店舗であり同社の新業態として1964年に開店した。かに道楽と同様のエビの動く看板が目印であった。一時、目印の看板が故障して動かなくなった時、発泡スチロールを丸く削ったものを張り付け「抱卵中のため動けません」と書いて誤魔化したという逸話がある。現在はかに道楽道頓堀中店となっている。